# Virgen de los Desamparados
La Virgen de los Inocentes, Mártires y Desamparados o Virgen de los Desamparados (Mare de Déu dels Desamparats, en valenciano o popularmente Geperudeta o Mareta) es una advocación de la Virgen María. Su fiesta litúrgica, según el calendario valentino, de donde es patrona, se celebra el sábado anterior al segundo domingo de mayo.
Es la patrona de la ciudad de Valencia, Torrent, Gandia, Adzaneta de Albaida, Campello, Ibi, Senija,  Els Ibarsos, Alginet y de la Comunidad Valenciana junto a la Virgen del Puig, y por lo tanto una de las patronas de las comunidades autónomas de España. Aparece representada con una azucena en una mano y con el niño Jesús llevando la cruz, en sus brazos. La imagen se caracteriza por tener una ligera inclinación adelante; por dicho motivo se le conoce cariñosamente entre los valencianos como La Geperudeta (La Jorobadita). Bajo esta advocación se fundó la Congregación Madres de Desamparados y San José de la Montaña

## Origen del culto

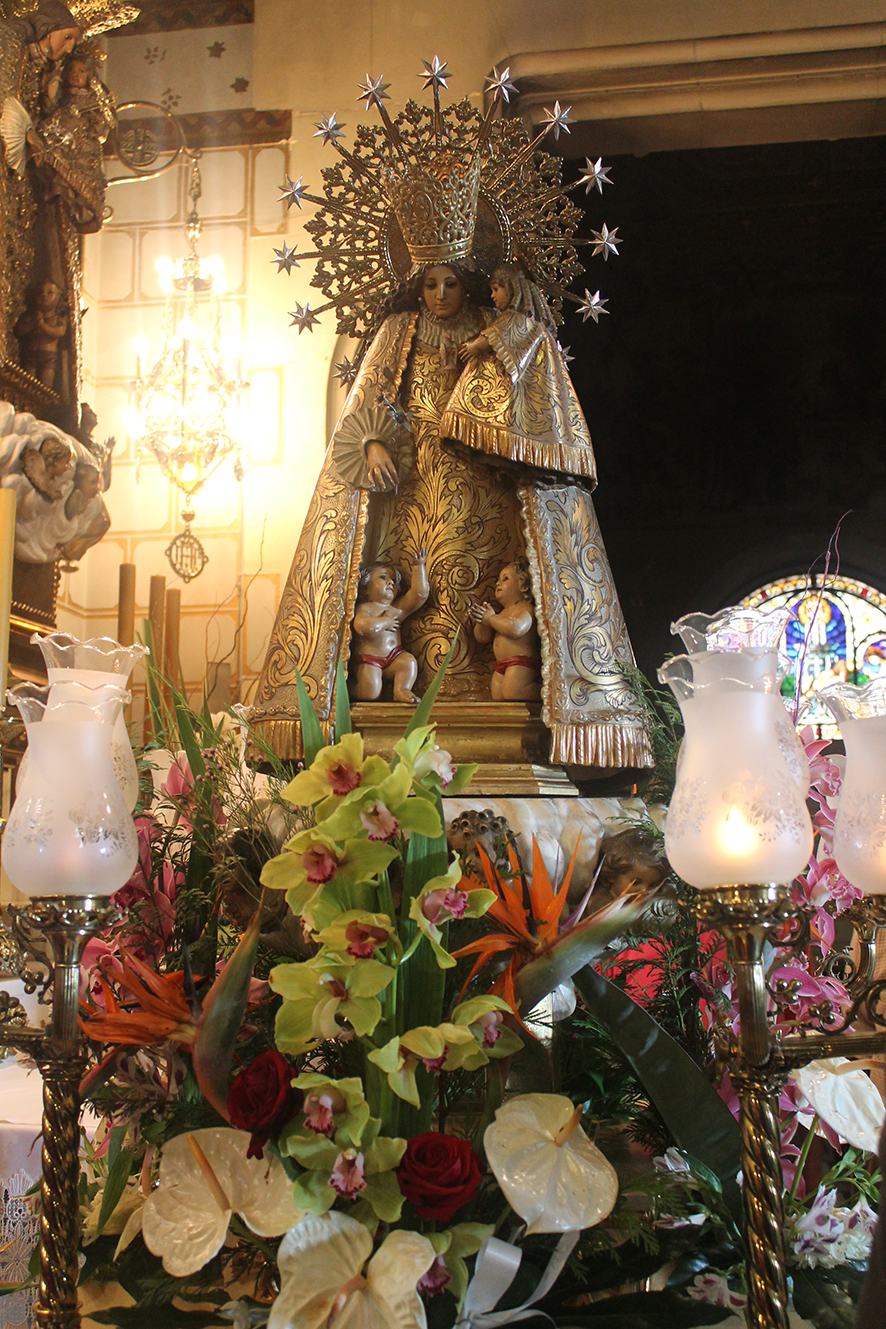
Imagen de Nuestra Señora de los Desamparados en el Real Santuario de San José de la Montaña, Barcelona

El 24 de febrero de 1409 el padre Jofré se dirigía a la catedral para pronunciar un sermón de una misa durante la Cuaresma, cuando presenció el maltrato de un enfermo mental en una calle de Valencia próxima a Santa Catalina (actual Martín Mengod, anteriormente llamada Platerías). Un grupo de jóvenes golpeaba y se burlaba de un hombre perturbado, al que gritaban «¡al loco, al loco!», de acuerdo con la entonces muy extendida creencia de que los locos eran posesos del demonio. Se interpuso entre los agresores y el agredido, protegió al hombre y se lo llevó a la residencia mercedaria, donde le dio cobijo y dispuso que le curasen las heridas. El domingo siguiente en la catedral, dedicó una parte de su sermón a predicar en contra de «la persecución irracional y tanto más cruel cuanto más inocentes, impotentes e irresponsables son las víctimas
El Libro Becerro (manuscrito por Manuel Calvo de 22 de diciembre de 1848, Marco Merenciano, 1950) refiere así el sermón:
"En la present ciutat ha molta obra pia é de gran caritat é sustentació: emperò una n’hi manca, que’s de gran necessitat, so es un hospital o casa on los pobres innocents é furiosos fossen acollits car molts pobres, innocents e furiosos van per aquesta ciutat, los cual passen gran desayres de fam e de fret e injuries, per tal como sa innocènsia i furor no saben guanyar ni demanar lo que han menester en sustentació de llur vida, e perço dormen per les carreres e perijen de fam e de fret, e moltes malvades persones no havent Deu devant sa consciència; los fan moltes injuries e senyaladament allà aon les troben endormits, los nafren i maten y algunes fembres innocents; aconteix així mateix que los pobres furiosos fan dany a mòltes persones anant per la ciutat. Aquestes coses son noties a tota la ciutat de València, perquè serià sancta cosa é obra molt sancta que en la ciutat de València fos feta una habitació ó hospital en què semblants folls é innocents estiguessin en tal manera que no anassen per la ciutat ni poguessin fer dany ni els en fos fet".
Traducido, el pasaje reza:
"En esta ciudad hay muchas y muy importantes obras pías y caritativas; una falta, sin embargo, y es muy necesaria; ésta es, un hospital o casa en donde los pobres inocentes y furiosos sean recogidos porque muchos pobres, inocentes y furiosos vagan por esta ciudad, los cuales pasan grandes penalidades de hambre y de frío y daños, porque debido a su inocencia y furor no saben ganar ni pedir el sustento que necesitan para su vida, y por eso duermen por las calles y mueren de hambre y de frío, y muchas personas malvadas, que no tienen a Dios en su conciencia; los injurian y señalan allí donde se los encuentran dormidos, los hieren y matan y abusan de algunas mujeres inocentes; sucede asimismo que los pobres furiosos hacen daño a muchas de las personas que andan por la ciudad. Estas cosas son conocidas de toda la ciudad de Valencia, por eso sería una cosa y obra muy santa que Valencia construyera un albergue u hospital en el que tales locos e inocentes estuviesen de tal manera que no deambulasen por la ciudad y no pudieran hacer ni recibir daño."
El sermón fue escuchado por Lorenzo Salom (o Saloni), quien junto con otros comerciantes y artesanos aportaron los fondos necesarios para su materialización. Poco después, el Consejo General de la Ciudad aprobaba la iniciativa. El asilo se ubicó en lo que había sido una casa con huerta en las afueras de la ciudad, cerca de la puerta Torrent, que pasó a ser conocida como la «Puerta de los Locos». Las obras comenzaron el 9 de mayo y enseguida se pudo contar con los permisos necesarios del rey Martín I El Humano: el primero para comienzo a la fábrica (diciembre de 1409), el segundo, el privilegio de dar por amortizados los bienes para la manutención y conservación (7 de febrero de 1410) y finalmente las Constituciones para su administración y gobierno (15 de marzo de 1410). A su vez, el papa Benedicto XIII autorizó el hospital en una Bula de 16 de mayo de 1410, en la que el hospital debía estar bajo la advocación de los Santos Inocentes Mártires, por cierto, los únicos canonizados sin tener uso de razón.
El 1 de junio de 1410 se inauguró el hospital con el nombre de Hospital d’Innocents, Follcs i Orats bajo el amparo de la Virgen, Sancta María dels Innocents. El vulgo enseguida le llamó hospital de Nostra Dona Santa María dels Innocents. Hay que subrayar que los Santos Inocentes, mandados degollar por Herodes, eran niños menores de dos años. Fueron canonizados a pesar de no saber lo que hacían porque aún no habían alcanzado la razón y ponen de manifiesto que también para los privados de la razón hay un lugar en el Cielo. La hermandad se constituyó bajo la advocación de "Nostra Dona Sancta Maria dels Folls, Innocents e Desamparats" (Nuestra Señora Santa María de los Locos, Inocentes y Desamparados). El objetivo de la hermandad era atender a los enfermos, y debido a la hambruna de la época y el gran índice de orfandad, las calles se encontraban numerosos niños desamparados. El hospicio se amplió para recoger a los niños desamparados, locos, expósitos y abandonados.
El 29 de agosto de 1414 se constituyó la Lloable Confraria de la Verge Maria dels Innocents, formada por cien sacerdotes, trescientas mujeres y otros tantos varones para recaudar los fondos para el funcionamiento del hospital, tras la aprobación de sus constituciones en Morella, donde se encuentran el Papa Benedicto XIII y el Rey Fernando I de Aragón a propósito del Cisma de Occidente.
El año 1414 llegaron cuatro jóvenes, vestidos de peregrinos, a la cofradía. Al recibirles el hermano cofrade que vivía en la casa, cuya esposa era paralítica y ciega, le dijeron que en dos días les podían hacer una imagen de la Virgen si les daban un lugar donde hacerlo y comida. Les llevaron al lugar conocido como La Ermita.
Pasados cuatro días y no oyéndose ningún ruido, forzaron la puerta y encontraron la imagen de la Virgen María. Los extraños peregrinos habían desaparecido; poco después sanó la esposa de un miembro de la hermandad, ciega y paralítica. El suceso dio origen a la leyenda de que "la feren els àngels" (la hicieron los ángeles). En 1416 el rey Alfonso V el Magnánimo autoriza «que la imagen de la Virgen María que se construya como titular de la referida entidad pueda llevar acomodados entre los pliegues de su túnica a dos inocentes de los sacrificados por Herodes».
En 1512 el Consejo de la ciudad de Valencia decidió unir todos los hospitales de la ciudad y amplió su cobertura a los enfermos de todas clases y expósitos, pasando a denominarse Hospital General. El hospital de Valencia quedó destruido por un incendio en 1545, en el que perecieron 30 internos, y fue reemplazado por un nuevo hospital. Este, por cierto, poseía un departamento especial para niños, hecho insólito en su época. Mucho más tarde, y en virtud de la ley de 20 de junio de 1849 su dirección y administración se encargó a una comisión delegada de la Junta Provincial de Beneficencia, conociéndose desde entonces como Hospital Provincial.
El 21 de abril de 1885, el papa León XIII concedió una Bula pontificia por la que nombraba patrona de Valencia a la Virgen de los Desamparados.

### La imagen "peregrina"
La imagen peregrina de la Virgen de los Desamparados, de 1 metro y 33 centímetros de altura, fue realizada en 1947 por el escultor por Carmelo Vicent, padre del escultor Octavio Vicent, por encargo del capellán mayor de la Basílica, con el fin de que la imagen original no saliese de su camarín para recorrer las calles y los pueblos en peregrinación salvo suprema necesidad, en aras de su mejor conservación.
A tal efecto se diseñó un vehículo adaptado especialmente para sus traslados, conocido popularmente como "El "Maremòbil", marcado con la matrícula V - 0075-GP, el 75 aniversario de la coronación, cuando se hizo el vehículo, el cariñoso sobrenombre valenciano a la Mare de Déu.

### El culto en el resto del mundo

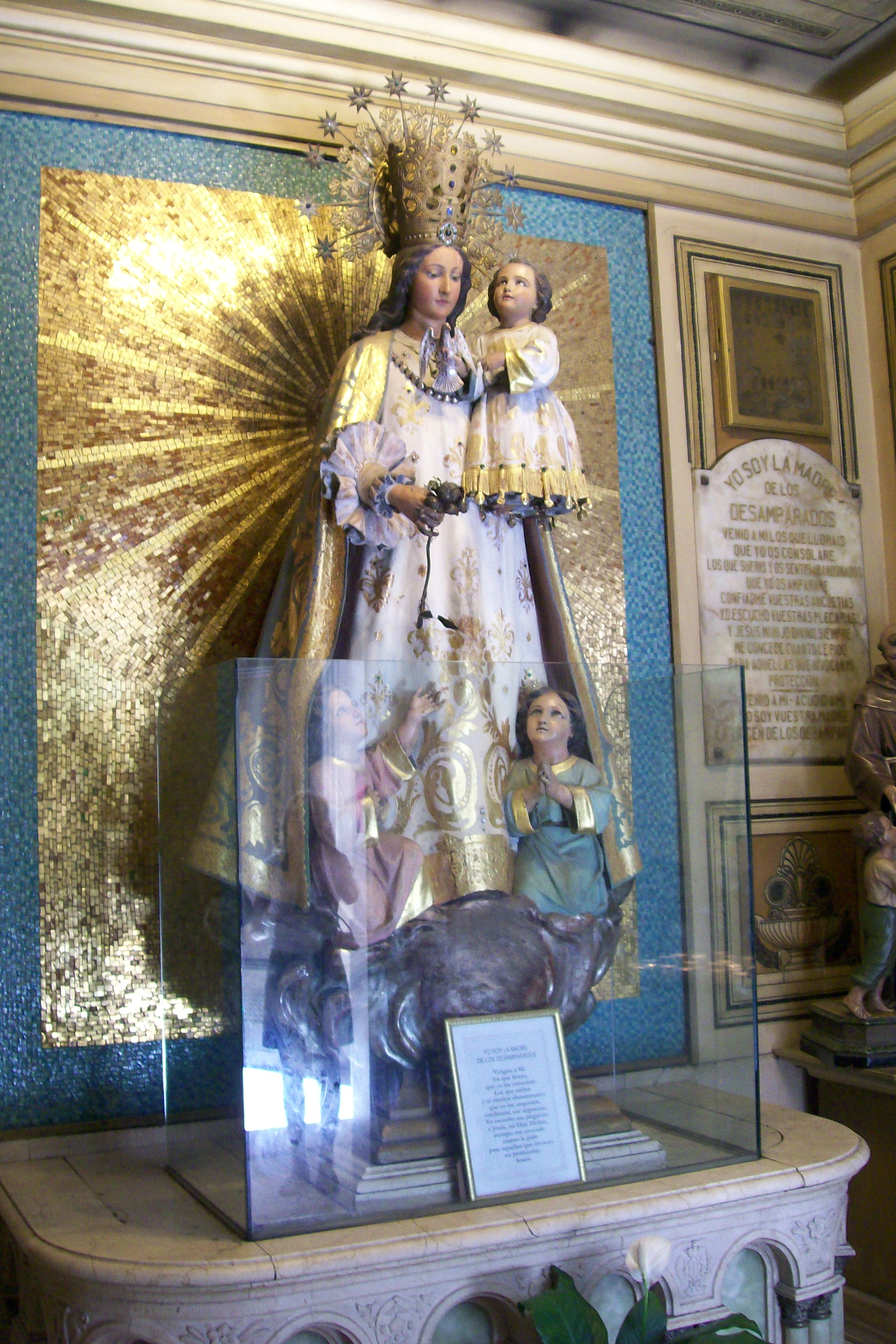
Virgen de Nuestra Señora de los Desamparados en la Basílica de San Nicolás de Bari en Buenos Aires.

### España

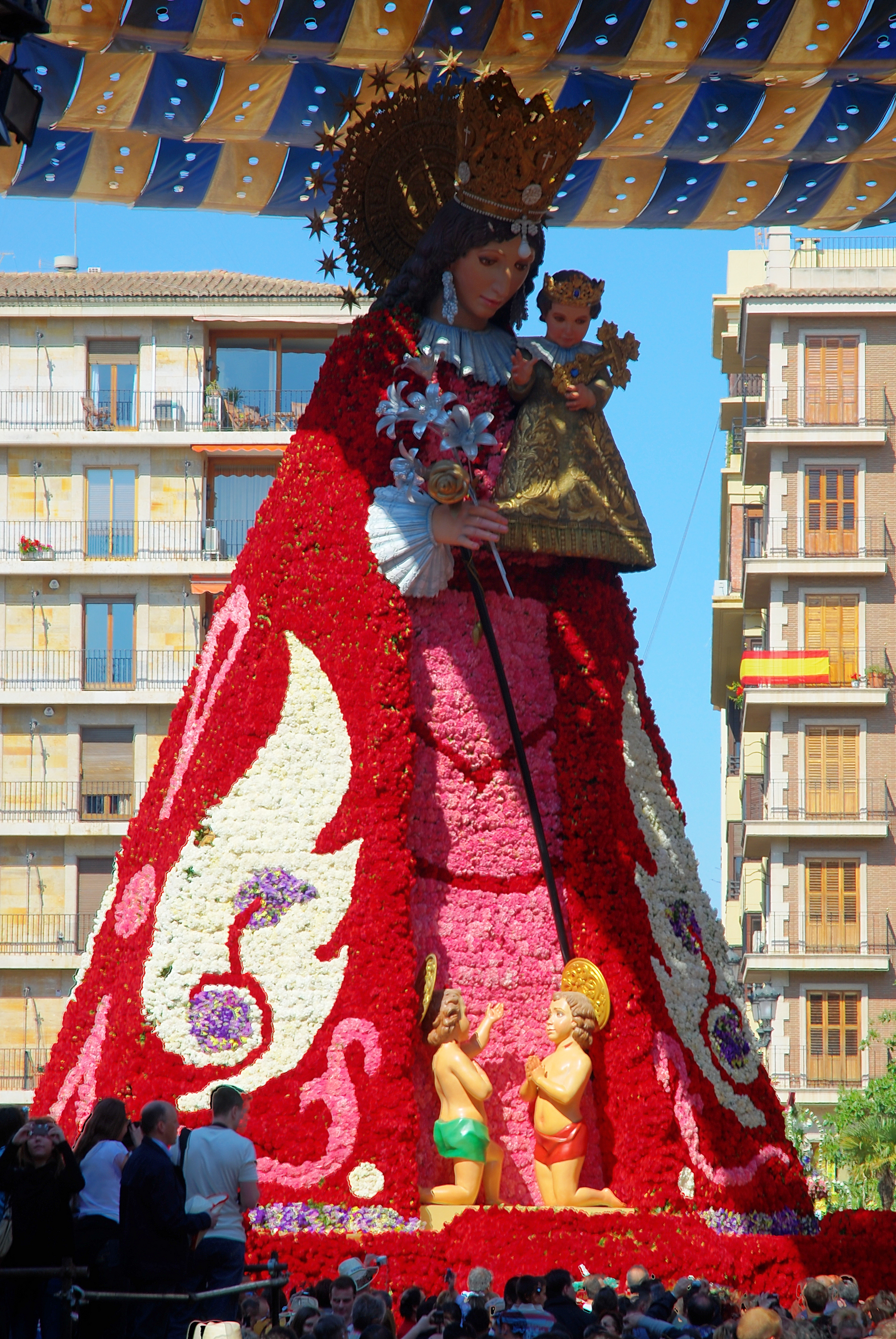
Imagen de la Virgen de los Desamparados en la ofrenda de flores de Valencia en 2008.

- Barcelona: En la parroquia de Nuestra Señora de Belén, en plenas Ramblas, donde la Casa Regional de Valencia celebra anualmente su fiesta y donde está regentada una hermandad en su honor. También en el Real Santuario de San José de la Montaña, santuario de la Congregación Madres de Desamparados y San José de la Montaña. En la localidad de Hospitalet de Llobregat, en el barrio de La Torrassa, existe una iglesia dedicada a la Virgen, que lleva su nombre.[5]

Por toda la zona sudamericana existen más devociones a esta imagen, así como en otros puntos de España.

### Argentina
- En la localidad de Desamparados, municipio de Rivadavia (Provincia de San Juan), Argentina la virgen llegó a San Juan gracias a los jesuitas a mediados del siglo XVIII. En 1847 fue erigida la parroquia. El Departamento de Rivadavia posee de patrona a la Virgen de los Desamparados, con una larga historia de evangelización de la zona que significó que el 29 de junio de 2008 la Parroquia Nuestra Señora de los Desamparados, a 260 años de su fundación, fue proclamada por el Papa Benedicto XVI como Basílica Menor. El nombre del Club Sportivo Desamparados, a pocas cuadras de la Basílica, también tiene una relación especial con la Virgen de los Desamparados. Este club juega la temporada 2011/2012 en el Nacional B (segunda división del fútbol argentino). En la ciudad de Carhué, Provincia de Buenos Aires, esta virgen es la patrona de la ciudad desde sus comienzos a fines del siglo 20. Su imagen había sido donada por la esposa del teniente coronel Nicolás Levalle, fundador de la ciudad, para amparar a los soldados y a la escasa población del pueblo.

### Costa Rica
- Desamparados es una ciudad al sur de San José, capital de Costa Rica, el origen del nombre de la ciudad se remonta a la erección de la ermita dedicada a Nuestra Señora de los Desamparados, en 1821 y a la posterior creación de la Parroquia Nuestra Señora de los Desamparados, en 1824. Pocos años después aparece esta denominación en los documentos oficiales de la época; la cual se otorgó a la villa cuando se estableció, y por consiguiente se conservó al crearse el cantón. En 1821 el caserío Dos Cercas ya tenía gran importancia y se había planificado muy bien sus primeros cuadrantes, de conformidad con las normas que ordenaba la vetusta Ley de Indias para la formación de cabildos, además de que ya contaba con más población que otros asentamientos como Patarrá, San Antonio, Aserrí y el mismo Curridabat. Fue por eso que se construyó un pequeño oratorio que el Padre Esquivel, Cura Párroco de San José, bendijo el 24 de diciembre de 1821, regalando una pequeña imagen de Nuestra Señora de los Desamparados, la cual se comenzó a venerar desde entonces. Esta imagen, de 50 centímetros de alto, se le llamó la Peregrina, por cuanto recorría los distritos de la Parroquia para recaudar fondos para la fiesta patronal, los segundos domingos de mayo. El 22 de octubre de 1824, los vecinos firmaron una declaración jurada para poner el pequeño caserío bajo la advocación de la Virgen y al año siguiente, se fundó la Parroquia de Nuestra Señora de los Desamparados; ello dio motivo a que lentamente se fuera llamando a Dos Cercas como Pueblo de los Desamparados y posteriormente Desamparados, nombre que perdura hasta la actualidad.

### Chile
- La comuna Los Andes, Río Blanco, en la Región de Valparaíso (Chile).  Ubicada en el Sector de Río Blanco,  KM 33 Camino Internacional,  existe la Capilla de Nuestra Señora de los Desamparados, construida en piedra el año 1940, en su interior cobija a la Virgen de los Desamparados, traída desde Valencia, España, por Ricardo Dorado Peris. Recibe romerías de españoles residentes.[6]

### Ecuador
- Amazonia: En la selva ecuatoriana, el misionero valenciano Ramón Peris Plà erigó una capilla dedicada a la Virgen de los Desamparados. La capilla se encuentra en el vicariato de Puyo (Ecuador), en una zona selvática donde viven los indios Kichwas de Orellana.4

### El Salvador
- En El Salvador, en un pequeño pueblo conocido como Ilobasco, es venerada en el barrio que lleva su nombre, el Barrio de los desamparados, a la vez es la patrona del pueblo.

### México

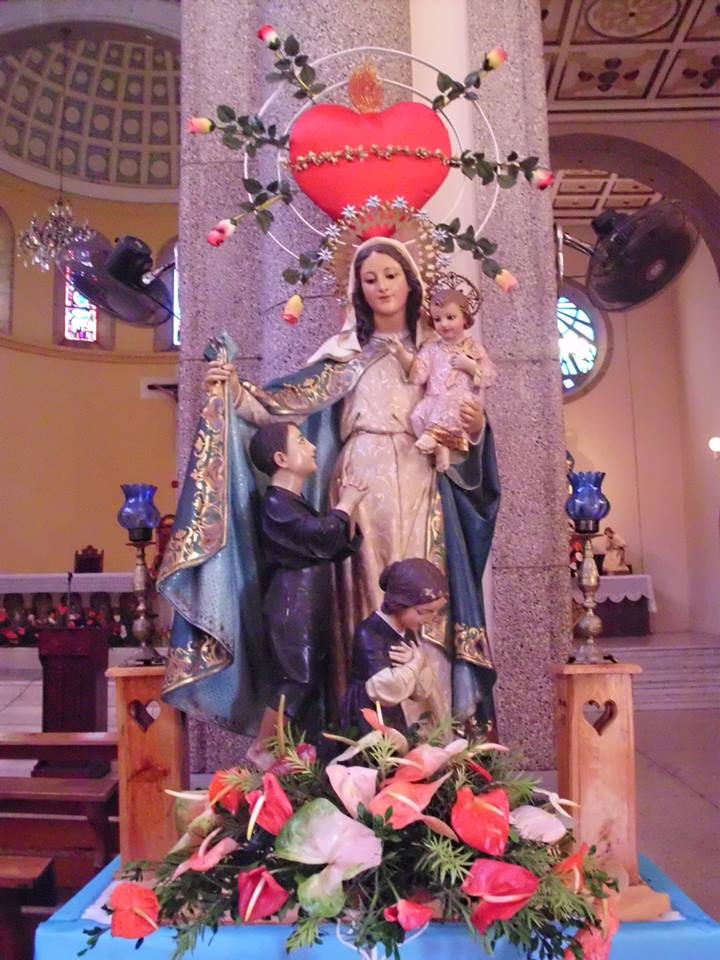

- En barrio los desamparados en Comitán de Domínguez, Chiapas. El día 11 mayo se celebra su festividad de la virgen de los desamparados

### Perú
- En la Comunidad Campesina de San Sebastián de Sacraca, distrito de Lampa, provincia Paucar del Sara Sara departamento de Ayacucho en Perú, celebran a la Virgen de los Desamparados y al Niño Amparo del 31 de agosto al 5 de septiembre como homenaje a la patrona del pueblo con la víspera el 1 de septiembre, la misa central el 02 de la virgen y del niño el 03, con procesiones y ferias locales.
- En la ciudad de Arequipa (Perú) se venera la Imagen de la Virgen de los Desamparados en el Barrio Tradicional de San Lázaro.

### Uruguay
- Al este del departamento de Paysandú, donde actualmente se ubica la Estancia Buen Retiro - Castillo Morató, el escritor anglo argentino, Guillermo Enrique Hudson, la inmortalizó en su novela, "La tierra purpúrea" (como así la llamó en su segunda edición de 1904), nombrando al lugar, como "la Virgen de los Desamparados", quizás por un antiguo edificio que fue utilizado como albergue u hospital, en la época de las revoluciones, invasiones y revueltas del siglo XIX, o quizás también, porque así -probablemente-, se llamaba a la capilla rural, de origen de las misiones jesuíticas guaraníes, ya que en el sitio se emplazaba el puesto posta San Juan Bautista (siglos XVII - XVIII), cuyo paisaje describe como salvaje y natural, en la inmensa pradera de la Banda Oriental.

### Venezuela
- Charaima es un pueblo de la península de Paraguaná,donde por más de 25 años celebran la festividad a la virgen de los desamparados el segundo domingo de mayo, cabe destacar que sus fiestas soy muy reconocidas en toda la península, ya que el acto central y principal siempre la virgen de los desamparados.

- situado en Venezuela, donde con gran devoción celebran a la Virgen de los Desamparados con mariachis y fuegos artificiales y una misa en su honor día 13 de mayo de cada año.

## La coronación de la Virgen

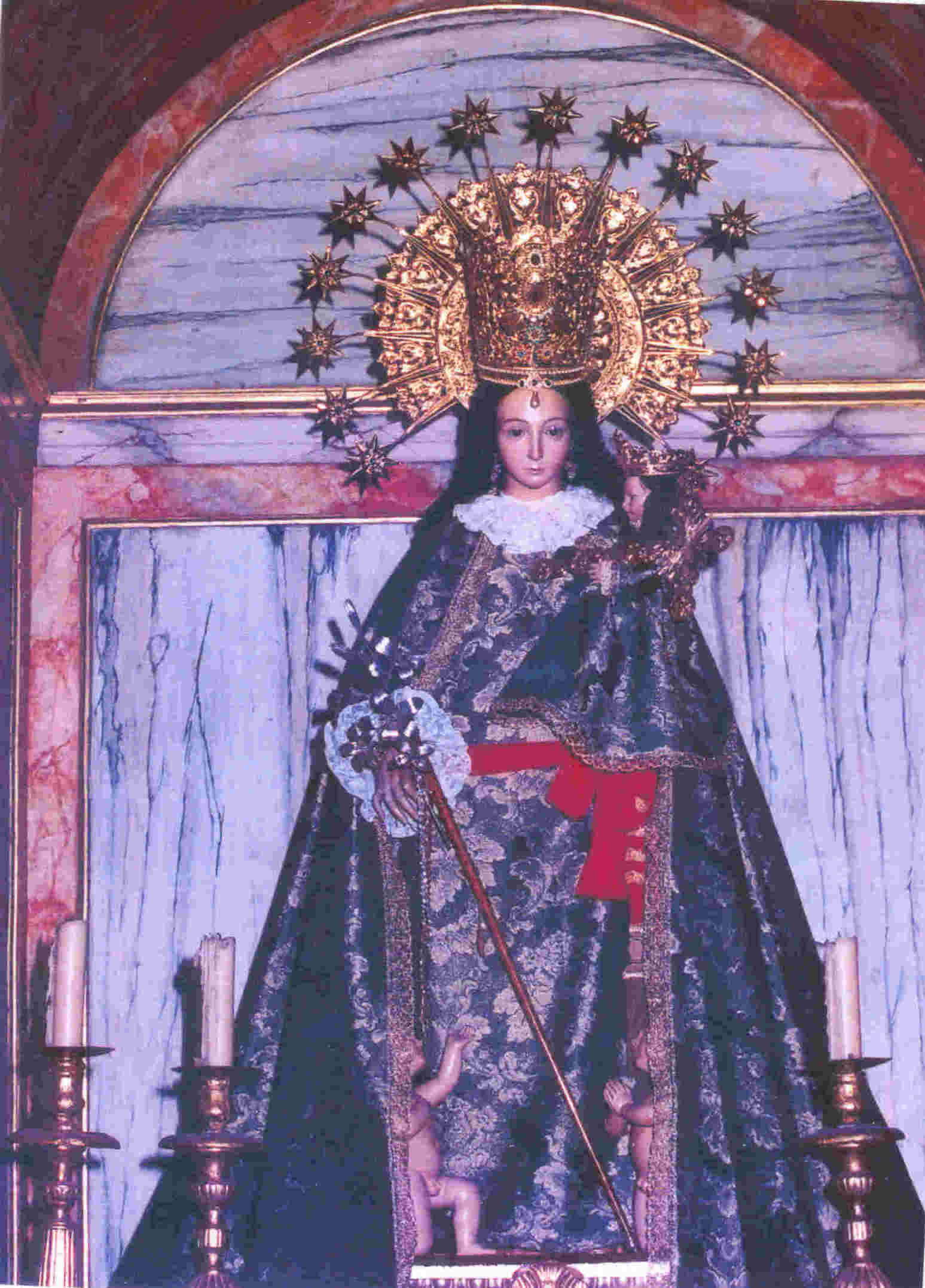
Imagen de Nuestra Señora de los Desamparados que se venera en la Parroquia de San Vicente de Sevilla

A pesar de ser la patrona de la ciudad de Valencia, la imagen no había sido coronada canónicamente. El arzobispo de Valencia, el cardenal Enrique Reig Casanova, fue el impulsor de la idea de la coronación de la Virgen.
El 15 de octubre de 1921, el papa Benedicto XV concedió el privilegio para la coronación. El 12 de mayo de 1923, sábado, tuvo lugar la ceremonia de la coronación de la Virgen en el Puente del Real. Hasta allí, la imagen acudió con una diadema de flores, discurriendo por las calles engaladas de la ciudad. Acudieron al acto el rey Alfonso XIII y su esposa, la reina Victoria Eugenia, así como el nuncio del papa Pío XI, Federico Tedeschini, y el arzobispo de Burgos, de origen valenciano, el cardenal Benlloch.
El alcalde Juan Artal entregó la corona, confeccionada con joyas donadas por los valencianos; mientras era colocada sobre la cabeza de la Virgen, sonaron las 21 salvas de honor de los cañones del Regimiento de Artillería y se entonaba el Himno Nacional. Para la ocasión se creó el Himne de la Coronació de la Mare de Déu dels Desamparats (Himno de la Coronación), el cual se estrenó este día por un coro de más de 1500 voces como regalo del pueblo valenciano a La Geperudeta. El himno aún se canta hoy en días y actos señalados, como su festividad en mayo o en la ofrenda durante las fallas. Así pues, junto con el Ave Maria compuesto para la ocasión por el mismo compositor, se ha convertido en el Himno Oficial de la Virgen de los Desamparados. A continuación puede verse la letra del himno:

La pàtria valenciana

s´ampara baix ton mant

¡Oh, Verge Sobirana

de terres de Llevant!.

La terra llevantina reviu en ta Capella

en fer-vos homenatge de pur i ver amor.

Puix sou la nostra Reina i vostra Imatge bella

pareix que està voltada de màgic resplendor.

La rosa perfumada, la mística assutzena,

Lo seu verger formaren als peus de ton altar.

I fervorós en elles, lo valencià t´ofrena

La devoció més santa que es puga professar.

En terres valencianes

La fe per Vós no mor

I vostra Imatge Santa

Portem sempre en lo cor.

Salve, Reina del cel i la terra;

Salve, Verge dels Desamparats;

Salve, sempre adorada Patrona;

Salve, Mare del bons valencians.

Por este motivo la talla de la Virgen de los Desamparados es una de las primeras imágenes marianas de España en recibir la Coronación canónica, junto a la Virgen del Pilar (patrona de Aragón), la Virgen de los Reyes (patrona de la Archidiócesis de Sevilla), la Virgen de Montserrat (Patrona de Cataluña), la Virgen de Candelaria (Patrona de Canarias), la Virgen de Guadalupe (Patrona de Extremadura y Reina de la Hispanidad) y la Virgen de Covadonga (Patrona de Asturias), entre otras.

## "Generalísima de nuestros Ejércitos"
El Regimiento de Infantería n.º 5 "Mare de Déu dels Desamparats" se levantó en Barcelona en julio de 1713 para defender la ciudad contra los ataques borbónicos en el último episodio de la Guerra de Sucesión Española. Este regimiento recogió todos los soldados valencianos que se encontraban encuadrados en el Regimiento n.º 1 "Ahumada" que debía de ser evacuado. Decidieron quedarse en Barcelona y lucharon hasta la muerte, sacrificando sus vidas por los fueros del Reino de Valencia y de los Condados Catalanes.
El 24 de enero de 1789 el "Consell" (Consejo) de Valencia pidió honores militares para la Virgen, de la misma forma que se hacían para la Virgen del Pilar. El 25 de mayo de 1809, no se sabe muy bien si el Consell o el Ayuntamiento, reiteró la petición.
En la Guerra de la Independencia, el 6 de marzo de 1810, el general Caro, Capitán General de Valencia (máxima autoridad del reino de Valencia), pidió al Arzobispo Company que permitiera que la Virgen de los Desamparados fuera nombrada “Generalísima de nuestros Ejércitos", como muestra de gratitud por haberles permitido salir victoriosos en el primer asalto napoleónico de Valencia.
El General Caro, en ceremonia realizada en la Catedral de Valencia, le entregó el fajín de Generala y el bastón de mando, y se dispuso que cuando saliera la imagen el día de su fiesta, se le rindieran los honores militares de ordenanza “y se disparara la artillería del Baluarte”.
Estas órdenes fueron reiteradas por la Capitanía General de Valencia el 18 de marzo de 1854 y por el jefe de Estado español en 1947.
Finalmente le fueron concedidos los honores militares, así como el título de Alcaldesa Perpetua de la ciudad de Valencia; razón por la que lleva el fajín de Capitana General y el bastón de mando, respectivamente.

## Fiestas en su honor
La festividad de la Virgen de los Desamparados se celebra el segundo domingo de mayo. Esta festividad cuenta con los momentos más esperados de un día especialmente emotivo, en el que miles y miles de valencianos se vuelcan para rendir homenaje a su patrona. Destacan los siguientes actos:
- La Salve Solemnísima:[10] a las 20:00 de la víspera, cuando se interpreta la Salve Virgo Veneranda.
- La misa de descoberta: a las cinco de la mañana se descubre la venerada imagen, en la Misa de Descubierta, que rememora la antigua celebración de Esta por la mañana cuando los agricultores partían hacia el campo para emprender su jornada.
- La misa de infantes: a las ocho, en el altar de la plaza, se celebra la Misa de Infantes, en la que canta la Coral Infantil Juan Bautista Comes (51 años, desde 1957, cantándola) acompañada por la Orquesta Sinfónica del Conservatorio Municipal José Iturbi de Valencia.
- El traslado de la Virgen: a las diez y media, los valencianos inundan el recorrido desde la basílica hasta la catedral, en el emotivo traslado de la imagen de la Virgen.La imagen peregrina va dando tumbos entre el cariño del público y los gritos y poemas que le ofrecen. Como se suele decir, la Virgen en ese momento es del pueblo.
- La misa pontifical, a las doce de la mañana, que se celebra ya en la Catedral, al acabar el traslado (dando significado a este), presidida por el Arzobispo de Valencia.
- La processó general: ya por la tarde, a las 19 horas, bajo el color y el perfume de las flores, tiene lugar la procesión general por el itinerario de costumbre entre el barrio más antiguo de Valencia, barrio del Carmen, terminando en el altar mayor de la basílica.

Para celebrar este día, se instala el tradicional tapiz floral en la fachada de la basílica de la Virgen, realzado por artesanos valencianos.
Fiesta del Florista: Tercer jueves de mayo honran a su Patrona, con miles de flores acudiendo todos los floristas el miércoles anterior portando flores y confeccionando los adornos en el interior de la Basílica de la Virgen. Amaneciendo el jueves con un inmenso jardín donde Ella es la más bella flor. Desde la Guerra del 36, aunque la Imagen estaba escondida, siempre tuvo flor; pues los floristas valencianos, sabían donde estaba y siempre cada jueves se le llevaba un ramo, que nadie sabía por qué estaba ahí, en medio de un pasillo....La imagen de Ntrª Srª estaba tapiada detrás.
También el mismo jueves es Honrada como patrona, por las Tunas y rondallas tradicionales de la ciudad pasando por el interior de la Basílica para cantar a la Virgen.

## La Cofradía
El 24 de febrero de 1409, tras un sermón del padre Jofré, un grupo de comerciantes de Valencia encabezados por Lorenzo Salom, sentaron las bases para la creación del hospital, que definitivamente se fundó mediante Bula Pontificia de Benedicto XIII de fecha 26 de febrero de 1410.
El 1 de agosto de 1414, Fernando de Antequera, por Real Privilegio, aprueba las "Constituciones" de la Cofradía, con el nombre de "Real Cofradía de Nostra Santa María des Inocennts". Los objetivos de la cofradía se fueron ampliando a lo largo de los siglos y adaptándose a las nuevas realidades de esta época.